# Чудният Бокачо
„Чудният Бокачо“ (на италиански: Maraviglioso Boccaccio) е италиански игрален филм по мотиви от „Декамерон“. Премиерата му е в Италия на 26 февруари 2015 г.

## Сюжет
В средата на XIV век във Флоренция върлува чумата. Болни и умрели има във всяко семейство. Пределното отчаяние тласка хората към страшни постъпки – млад мъж се хвърля от покрива на катедралата; друг, вече болен, насилствено целува случайно срещнато младо момиче, за да го зарази; трети иска от гробарите да го заровят жив в общия гроб, заедно с умрелите му жена и дете... На фона на тези страшни картини, седем девойки и трима младежи от заможни семейства се срещат и решават да напуснат града, за да се спасят от чумата.
Младите хора се настаняват в голяма вила в Тосканската провинция, установяват правила за съвместното живеене и решават, че за да потиснат страховете и тревогите си, всеки ден един от тях ще разказва на другите някаква история – все едно дали реална или легендарна, весела или тъжна, анекдотична или трагична, но задължително свързана с любовта.
Сюжетите на петте кратки киноновели са заимствани от „Декамерон“ на Джовани Бокачо.
В първата новела се разказва за умираща от чума млада жена, чийто съпруг под влияние на властната си майка, се съгласява тя да бъде изнесена от дома и откарана надалече. По пътя тя умира. Придружаващият я лекар и кочияшът оставят тялото ѝ в крайпътен параклис. Миг след това там влиза отдавна влюбеният в нея млад мъж и целувайки „трупа“ разбира, че сърцето ѝ все още бие. Той я отнася в дома на майка си, където младата жена се съвзема и оздравява. За да остане по своя воля при спасителя си, вместо да се върне при страхливия си мъж.
Във втората новела глупав и наивен чирак е подведен от двама млади художници да търси вълшебен камък, който прави хората невидими. И той, разбира се, го намира! Шегаджиите убеждават съседи и приятели да участват в разиграването. Щастлив от вълшебното преобразяване, глупакът прави маса бели – докато се прибира у дома, напълно видим за съпругата си. И убеден, че тя, „вещицата“, е отнела магическата сила на черния камък, ѝ хвърля як бой. Малко след това обаче „вълшебният камък“ е в нейните ръце и всеки момент може да се стовари върху главата му...
Третата история е за красива дъщеря и болезнено ревнивия ѝ баща. Когато случайно разкрива, че незаконна любов е пламнала между нея и младия му помощник, той без колебание дава заповед да го убият. Дъщерята не може да се примири със смъртта на любимия си – тя сама си приготвя смъртоносна отвара, изпива я до капка и издъхва, без да прости на баща си.
Четвъртата история е за тайния живот в един „свят“ манастир, чиито обитателки откриват мъж в килията на най-младата и красива сред тях. Възбудени от гледката на нощните ѝ любовни утехи, те я издават на игуменката. Разгневена, тя устройва съд над „грешницата“ – но той безславно се проваля, тъй като в бързината майката игуменка е сложила на главата си не монашеското було, а гащите на собствения си, бързо скрил се от очите на монахините, любовник...
Последната новела е посветена на млад благородник, нещастно влюбен в безразлична към него омъжена дама. Някога богат и знатен, изпращал скъпи и щедри подаръци на възлюбената, сега той няма нищо друго, освен един празен наследствен замък и ловен сокол. Наскоро овдовялата дама има болен син, който вижда сокола, среща се с рицаря в близката гора, и се сприятелява с него. Момченцето убеждава майка си, че ще оздравее, ако соколът стане негов. В името на детето си, дамата сама отива при рицаря, но не изказва молбата си направо, а заявява, че е дошла да вечеря с него. Задушаван от срам, че няма с какво да я нагости, той убива сокола си, сготвя го и го поднася на масата. Когато най-после дамата казва защо е дошла и узнава какво е станало със сокола, тя вижда рицаря в нова светлина. И макар че детето ѝ все пак умира, и че мнозина знатни и богати мъже ѝ правят предложения за брак, тя отхвърля всички – за да се омъжи по своя воля за предания рицар с жертвоготовното сърце.

## Структура
Филмът се състои от пространна експозиция, включваща епизоди от живота на града по време на чумата; срещата на младите хора в пуста катедрала и вземането на решение за напускане на града; пристигането и настаняването им в тосканската вила. Следват киноновелите със сюжети от „Декамерон“, между които има своеобразни интермедии, фокусирани върху ежедневието на младежите във вилата и околността: месене на хляб, колективна трапеза, къпане в езеро, неспокоен нощен сън и пр.

## Стилистика
Филмът е заснет в областта Тоскана в стилистиката на италианската портретна и пейзажна ренесансова живопис. Колективните сцени се съпътстват от портретни крупни планове както на героите от новелите, така и на обитателите на вилата. Кастът съответства на избраната изобразителна стилистика – ангажираните във филма млади актьори не са особено популярни, но са „ренесансово“ красиви и одухотворени.

## Награди и номинации
- 2015 – Италианските филмови награди – три номинации „Давид ди Донатело“ за сценография, костюми и прически.
- 2015 – Италианският национален синдикат на филмовите журналисти – Награда „Сребърна лента“ за най-добър кастинг и номинации за костюми и оригинална музика.